# Caloscamps
Caloscamps rep diferents noms, sobretot apareix amb diferents grafies com Caló's Cans, Caló des Cans, Ca los Camps, Cala des Camps, o Cala dels Camps Vells. L'origen del segon component és clar: els camps, fent referència als sementers de conreu que volten la cala. El primer element podria ser "cala" o "caló", però és molt més senzilla l'explicació "caló es camps", amb el desplaçament posterior de l'accent a la primera síl·laba per confusió del sentit originari degut a l'homofonia "camps"/"cans".

## Situació
Aquest tarús està a 15 quilòmetres d'Artà, situat entre Punta de Caloscamps (mirador amb vistes panoràmiques excel·lents sobre Badia d'Alcúdia) i sa Cugassa, així com sota la mirada de l'Ermita de Betlem (construïda a 300 metres sobre el nivell de la mar) i sa Coassa (321 metres d'altitud).
Aquest racó costaner resulta de la combinació de la desembocadura de Torrent dels Cocons (procedent del comellar homònim) i de l'erosió marina, que han donat lloc a una cala de duna fòssil en forma de ve.
Aquesta platja verge bonica té un pendent d'inclinació mitjana, còdols, un fons de pedres i la presència de tamarells propers a la vorera. També destaquen al seu talús la presència de diversos escars (varadors), construccions tradicionals on els pescadors guardaven les seves embarcacions i aparells de pesca, així com un niu defensiu de metralladores de la Guerra Civil. A partir d'aquesta cala, la costa es mostra més pelada i molt retallada.
Aquest bell racó costaner es troba a mig camí de la urbanització de Betlem i la Colònia de Sant Pere. En un bosc pròxim s'hi troba el jaciment prehistòric Talaiots de Can Pa amb Oli ("pa amb oli" fa referència a un plat de la gastronomia popular mallorquina, consistent en una llesca de pa pagès sobre el que es refrega una tomàtiga i se li afegeix oli).

## Com arribar-hi
- Com arribar-hi des d'Artà:

S'haurà de dirigir al carrer de Santa Margalida, que als afores del municipi es converteix en la carretera Artà-Port d'Alcúdia (Ma-12). Continuarà per aquesta via fins a la cruïlla amb Ma-3331, en la qual torçarà a la dreta per incorporar-se a aquesta calçada. Seguirà per aquesta via en direcció a la urbanització Colònia de Sant Pere. Una vegada hagi superat aquest nucli costaner, girarà a l'esquerra pel tercer vial. Continuarà recte fins a arribar a primera línia de costa, on torçarà a la dreta. Seguirà per aquest camí tallat fins que finalitzi. Als darrers 700 m de la platja, només els residents de la comunitat d'Arta poden aparcar el seu cotxe. Tots els altres han de caminar o fer servir bicicleta.
Recorregut: 14,5 km. Temps: 18 minuts.